# عبدالرحمن صالح
عبدالرحمن صالح (عربی: عبد الرحمن صالح؛ زادهٔ ۳ ژوئن ۱۹۹۹) بازیکن فوتبال است.
از باشگاه‌هایی که در آن بازی کرده‌است می‌توان به باشگاه فوتبال الوصل امارات اشاره کرد.